# 福巨站
福巨站是一个集通线上的铁路车站，位于内蒙古自治区通辽市科尔沁区莫力庙苏木福巨嘎查，建于1995年，目前为五等站，邮政编码为028034。目前客运：办理旅客乘降；不办理行李、包裹托运；不办理货运营业。2016年11月15日，位于集通线K923+700处的新福巨站启用，位于K915+346处的既有福巨站降级为福巨线路所，同时道劳毛道、八家子、查干哈达三个站关闭。